# Partido di La Plata
Il partido di La Plata è un dipartimento (partido) dell'Argentina facente parte della Provincia di Buenos Aires. Il capoluogo è La Plata.